# Lysania sabahensis
Lysania sabahensis är en spindelart som beskrevs av Pekka T. Lehtinen och Heikki Hippa 1979. Lysania sabahensis ingår i släktet Lysania och familjen vargspindlar. Inga underarter finns listade i Catalogue of Life.